# Georg Roth
Georg Roth (ilustrador) ( 1842 - 1915 ) fue un briólogo alemán que ilustró varios trabajos científicos sobre los musgos.
Nacido en Alemania en 1842, Roth estudió silvicultura en Giessen, luego trabajó como ingeniero forestal hasta su jubilación en 1887. Posteriormente se dedicó a la ilustración del estudio y científico de musgos, de los que hace unas. 8.000 especies con dibujos a pluma y tinta altamente intrincados para su Laubmoose europäischen Die (1903-1905) y Die europäischen Torfmoose (1906). Su atención al detalle se demuestra en cada célula, esporófito, y la sección transversal que hizo. Los varios cientos de ilustraciones que poseemos incluyen material inédito.